# Ottrauer Bergland
Das Ottrauer Bergland ist ein südlich des Knüll und nordöstlich des Vogelsberges gelegener Naturraum (355.0) im Fulda-Haune-Tafelland (Haupteinheit 355) in Osthessen, Deutschland. Benannt ist es nach dem Ort Ottrau.
Insbesondere der Norden des Ottrauer Berglandes um den 592 m hohen Rimberg wird landläufig oft dem Knüll zugerechnet, zu dem es nördlich dieses Berges keine scharfe Grenze gibt. Im Gegensatz zum Knüll jedoch liegt das Ottrauer Bergland überwiegend auf Buntsandstein, in dem nur an Singularitäten inselartig Basalt eingeflochten ist.

## Lage und Grenzen
Das Ottrauer Bergland liegt an der Nahtstelle der drei Landkreise Schwalm-Eder (Nordwesten), Hersfeld-Rotenburg und dem Vogelsbergkreis im äußersten Süden.
Scharfe Grenze zur Oberhessischen Schwelle (Haupteinheit 346) nach Westen ist die Schwalm (343.0) am gleichnamigen Fluss als Teil der Westhessischen Senke (343).
Im westlichen Norden ist die (noch diesseitige) Grenff Grenzfluss zum Knüll (356), im östlichen Norden verläuft die Grenze zu diesem Mittelgebirge südlich des (damit jenseitigen) Oberlaufes der Aula zwischen Oberaula und Gersdorf.
Im weiteren Verlauf ab Frielingen, wie auch Gersdorf ein Ortsteil von Kirchheim, ist die Aula schließlich Grenze zum sich östlich anschließenden Kirchheimer Bergland (355.4).
Im äußersten Osten ist das Kämmerzell-Asbacher Fuldatal (355.20) beiderseits der Fulda schließlich scharfe Grenze zu den Rombach-Hochflächen (355.30), während im Südosten die um ihren Nebenfluss Schwarza verlängerte Jossa die Grenze zum Schlitzer Land (355.1) darstellt.
Im Südwesten trennt der Großenlüder-Lauterbacher Graben, der hier dem Bach von Wallenrod bis kurz hinter seine Mündung in die Schwalm folgt, den Naturraum vom Unteren Vogelsberg.

## Weitere Eigenschaften
Das dicht bewaldete Ottrauer Bergland liegt auf der Wasserscheide zwischen Schwalm (bzw. Eder) und Mittlerer Fulda zwischen Knüll und Vogelsberg und umfasst eine Fläche von 252,34 km². Der Großteil dieser Fläche dacht eindeutig den Knüll ab. Der Südwesten um den Auerberg jedoch steht eher in Bezug zum Vogelsberg. Er wird durch eine unbewaldete Talsenke, die sich im Westen, also auf Schwalm-Seite, längs des Unterlaufes der Berf, im Osten, also auf der Fulda-Seite, längs der Bieben bis zu deren Mündung in die Jossa zieht, sanft vom Nordteil abgetrennt.

## Berge
- Rimberg (592 m, Sendemast und Autobahnraststätte; Norden)
- Hirschberg (506 m, Burg Herzberg, Mitte)
- Auerberg (501 m; Südwestteil)
- Bechtelsberg (472 m; westliche Mitte)
- Homberg (450 m; äußerster Westen des Südwestteils)
- Gonzenburg (372 m; Mitte des äußersten Westens)
- Hattenberg (362 m, äußerster Osten)
- Burgküppel (300,1 m; Norden des äußersten Westens)

## Flüsse
Im Folgenden sind die Flüsse von Norden nach Süden, flussaufwärts den Hauptflüssen Schwalm und Fulda, geordnet;

Grenzflüsse, wie auch die Flusslängen, in Klammern:
| - (Schwalm (rechts)) - Grenff (22,0 km) - Otter (5,6 km) - Bodenbach (8,4 km) - Berf (20,0 km) - Eifa (11,0 km) - Bach von Wallenrod | - (Fulda (links)) - (Aula (22,6 km) – nur rechte Nebenflüsse) - Ibra (9,7 km) - Hattenbach (7,6 km) - (Jossa (22,9 km) – nur linke Nebenflüsse) - (Schwarza) (8,8 km) - Bieben (5,4 km) - Breitenbach (7,4 km) |

Die Aula entspringt dem Knüll, die Lüder dem Schlitzer Land. Von den anderen Flüssen haben erstaunlich viele, darunter auch die wichtigsten (Grenff, Berf, Ibra, Hattenbach und Breitenbach) ihre Quelle im Gebiet um den Rimberg. Am südwestlichen Nebenzentrum um den Auerberg quellen Eifa und Schwarza.

## Allgemeine Quellen
- BfN
  - Kartendienste
  - Landschaftssteckbrief: Fulda-Haune-Tafelland